# Овчарско-кабларски манастири
Вижте пояснителната страница за други значения на Света гора.
Овчаро-кабларските манастири или Овчарско-кабларските манастири, също Сръбска Света гора, е комплекс от манастири в Централна Сърбия.
Намират се от двете страни на Овчаро-кабларската клисура, в посока на сръбските земи по пътя на запад от Чачак.
Историята на тази група от общо 10 манастира – 5 от едната страна и 5 от другата страна на река Западна Морава се отнася изцяло към историята, дейността и времето на съществуване на Печката патриаршия.

## Манастирският комплекс
от дясната страна на Морава са:
- Манастир Въведение, на излизане от клисурата, (днес енорийска църква);
- Манастир Възнесение, срещу манастира Йоан Кръстител, от другата страна на реката, на няколкостотин метра;
- „Преображение Господне“, на 2 km нагоре по реката, срещу манастира посветен на Никола Кабларски;
- Манастир Света Троица, на хълма срещу манастира Благовещение;
- Манастир Сретение, в близост до манастира „Св. Троица“, в подножието на самия връх Овчар.

на левия бряг на Морава са:
- Манастир Благовещение, на 2 километра от Преображенския, над Овчар баня;
- Манастир Илине, на хълма над Благовещенския манастир, сега метох на Благовещенския;
- Манастир Йоан Кръстител, на 6 километара нагоре от манастира Въведение, някога най-важния сръбски манастир, „лавра“;
- Манастир Никола Кабларски, на 2 километра от манастира Йоан Кръстител, нагоре по, т.е. срещу течението на реката;
- Манастир Успение Богородично, църква подигната след разрушаването на т.нар. Йоанова или Иванова кула, метох на манастира Йоан Кръстител;

и една църква посветена на Свети Сава с църква-пещера Каденица подобна на тази на Иван Рилски над Рилския манастир, където според легендата подобно на Иван Рилски е живял далеч от светската суета Растко Неманич.